# No Love Lost
Albums de Joe Budden
A Loose Quarter
(2012) Some Love Lost
(2014)
Singles
1. She Don't Put It Down
Sortie : 10 octobre 2012
2. NBA
Sortie : 26 mars 2013

No Love Lost est le troisième album studio de Joe Budden, sorti le 5 février 2013.
Cet album est le quatrième et dernier opus de la saga concept qui inclut Halfway House, Padded Room et Escape Route. Le 20 novembre 2012 sort la mixtape A Loose Quarter qui sert de prélude à l'album et reçoit beaucoup de critiques favorables.
Le 31 janvier 2009 sort un potentiel single, No Competition, avec Emanny en featuring, suivi du morceau Downfall qui finalement sera reporté sur Mood Musik 4.5: The Worst Is Yet to Come.

## Liste des titres
| No  | Titre                                                                                    | Auteur                                                                       | Contient un (des) sample(s) de | Durée |
| --- | ---------------------------------------------------------------------------------------- | ---------------------------------------------------------------------------- | ------------------------------ | ----- |
| 1.  | Our First Again (Intro) (Produit par SLV)                                                | Joseph Budden, Emanny Saldago, R. Valley                                     |                                | 1:56  |
| 2.  | Top of the World (featuring Kirko Bangz – Produit par Mizfitz Soundz)                    | Budden, Andrew Johnson, Salem Brown, Damany Leggett, Kirk Randle             |                                | 3:47  |
| 3.  | She Don't Put It Down (featuring Lil Wayne et Tank – Produit par T-Minus)                | Budden, Durrell Babbs, Dwayne Carter, Tyler Williams                         |                                | 4:03  |
| 4.  | NBA (featuring Wiz Khalifa et French Montana – Produit par Vinylz et Boi-1da)            | Budden, Anderson Hernandez, Matthew Samuels, Cameron Thomaz, Karim Kharbouch |                                | 5:05  |
| 5.  | You and I (featuring Emanny – Produit par Cardiak et KdotOnTheBeat)                      | Budden, Salgado, Carl McCormick, Karon Graham                                | Toki No Lost World de Yūji Ōno | 4:15  |
| 6.  | Castles (Produit par Vinylz et Allen Ritter)                                             | Budden, Hernandez, Allen Ritter                                              |                                | 3:35  |
| 7.  | All in My Head (featuring Royce da 5'9" et Kobe – Produit par Cardiak)                   | Budden, Ryan Montgomery, McCormick                                           |                                | 5:12  |
| 8.  | Skeletons (featuring Joell Ortiz et Crooked I – Produit par Frequency)                   | Budden, Joell Ortiz, Dominick Wickliffe, Bryan Fryzel                        | Time Is the Enemy de Quantic   | 4:46  |
| 9.  | Ghetto Burbs (featuring Emanny – Produit par Sean C et LV)                               | Budden, Saldago, Deleno Matthews, Levar Coppin                               |                                | 6:20  |
| 10. | Last Day (featuring Juicy J et Lloyd Banks – Produit par A6)                             | Budden, K. Stenborg, Jordan Houston, Christopher Lloyd                       |                                | 4:34  |
| 11. | Role Play (Interlude) (Produit par SLV)                                                  |                                                                              |                                | 1:01  |
| 12. | Switch Positions (featuring Omarion – Produit par Cardiak)                               | Budden, McCormick, Omari Grandberry                                          |                                | 4:32  |
| 13. | Tell Him Somethin' (featuring SLV – Produit par SLV)                                     | Budden, Saldago, Valley                                                      |                                | 6:51  |
| 14. | Runaway (Produit par Beewirks)                                                           | Budden, Bobby Yewah, Ben Stevenson, Zale Epstein                             |                                | 4:01  |
| 15. | My Time (Produit par Darknight et 8 Bars)                                                | Budden                                                                       |                                | 3:46  |
| 16. | No Love Lost (Outro) (Produit par Cardiak et KdotOnTheBeat)                              | Budden, McCormick, Graham                                                    |                                | 3:50  |
| 17. | She Don't Put It Down (Remix) (featuring Fabolous, Twista et Tank – Produit par T-Minus) | Budden, Williams, John Jackson, Carl Mitchell, Babbs                         |                                | 4:15  |